# Nicolas Bourbon (1503-1550)
Pour les articles homonymes, voir Nicolas Bourbon et Bourbon.
Nicolas Bourbon, dit «  l'ancien » pour le distinguer de son petit-neveu Nicolas Bourbon « le jeune », né vers 1503 et mort vers 1550, est un poète français néolatin, rescapé de l’Inquisition, ami de Holbein et de Rabelais et précepteur de Jeanne d'Albret.

## Biographie
Il commence très jeune à versifier en latin. L’un de ses premiers poèmes, De Ferraria, se rapporte à ses origines et à sa ville natale de Vendeuvre, connue dès le XVe siècle pour ses forges où l’on fabriquait des boulets de canon. 

« Bourbon étoit fils d'un riche maître des forges, ce qui lui donna lieu de publier son poème de la forge, en latin ferraria. Il décrit dans cet ouvrage tout le travail de la forge, & de l'occupation des ouvriers qui coupoient le bois, qui faisoient le charbon, qui fouilloient la mine, qui la nettoyoient, qui la voituroient au fourneau pour le fondeur, & pour les forgerons; il les met tous en action, & il ne laisse à son père que le soin de les payer & de veiller sur le produit. »

Il est précepteur dans plusieurs grandes familles, dont celle du cardinal de Tournon. Il enseigne les humanités à Amiens, à Langres et à Troyes. Il fait paraître ses premières poésies en 1529 dans un recueil intitulé Vandoperani, campani, epigrammata où se mêlent des épigrammes, des cantiques, des dialogues et des épîtres. En 1533, il enchaîne avec la première édition de ses Nugae, ou Bagatelles, qui attirent sur lui les foudres des autorités religieuses. Ce livre contient en effet une pièce, In laudem Dei optimi maximi, dans laquelle Nicolas Bourbon, sans aller jusqu’à adhérer aux idées de Luther, se montre favorable à la réforme. De plus, on croit y déceler des piques contre le redoutable Noël Béda, syndic de la Sorbonne et grand pourfendeur d’hérétiques. C’en est assez pour que Nicolas Bourbon soit jeté en prison. En dépit des appels qu'il lance à ses nombreux protecteurs et malgré un commandement du roi de mettre « hors des prisons Borbonius », sa libération se fait attendre. Il adresse alors une supplique au cardinal Jean de Lorraine : 

« À Jean, cardinal de Lorraine, héros plein de bonté. Le prince a naguère appris que j’avais été enchaîné dans un cachot, bien qu’innocent, et que je n’étais accusé d’aucun crime. Il s’est ému et a ordonné de me mettre promptement en liberté, pour être rendu à mes études et à mes élèves. Il a donné cet ordre, mais celui auquel il l’a donné me détient encore en prison, et ne compte pour rien les ordres du Roi. Mais toi, astre éclatant de la noblesse de notre siècle, auquel il est constant que le Roi ne sait rien refuser, prie-le pour moi, et j’espère que tu me feras mettre en liberté avant que la douleur n’ait anéanti mon corps. Dieu te rendra avec usure ce bienfait et tu éprouveras la reconnaissance de ma Muse. »

Enfin libéré par François Ier, vers le début de l’année 1535, il passe en Angleterre. Il bénéficie là de la protection d’Anne Boleyn, ancienne dame d’honneur de Claude de France et seconde femme de Henri VIII. Elle-même partisane d’une réforme évangélique modérée, elle aide Nicolas Bourbon à trouver un emploi de tuteur. Il rencontre dans son entourage Hans Holbein le Jeune, qui effectue alors son deuxième séjour à la cour d’Angleterre et qui dessine son portrait. Nicolas Bourbon, qui lui voue une grande admiration, le nomme l’« Apelle de notre temps ».

De retour en France en 1536, Nicolas Bourbon s’installe à Lyon, où il fréquente le groupe de poètes et d’humanistes initialement réunis autour d’Étienne Dolet et connu sous le nom de sodalitium Lugdunense, parmi lesquels figurent entre autres Jean Visagier, Eustorg de Beaulieu, Gilbert Ducher, Symphorien Champier. Nicolas Bourbon y fait la connaissance de François Rabelais, lui aussi victime de démêlés avec les autorités religieuses dès la parution de Pantagruel en 1532, à qui il adresse cette exhortation : 

« Va, travaille, acharne-toi à la besogne ; ni cesse ni répit avant d'avoir conquis ta place au soleil. Ainsi tu te montreras un homme. Ainsi tu deviendras un second moi-même. Sic vir, sic eris alter ego ! »

En 1538, Nicolas Bourbon fait paraître une deuxième édition de ses Nugae, augmentée de nombreuses pièces mais allégée de ses épîtres compromettantes. Puis, vers 1540, il entre dans la maison de Marguerite de Navarre comme précepteur de sa fille, Jeanne d'Albret. Sans doute rencontre-t-il alors d’autres poètes qui gravitent autour de la reine, tel Clément Marot qui, parmi les textes liminaires de son Adolescence clémentine, avait placé une épigramme de « Bourbon, dit Borbonius, poète lyonnais ».

## Éditions
- Nugarum libri octo, Bâle, 1540, en ligne.